# Loriguilla
Loriguilla (en castellà i oficialment, Loriguilla, i en la parla xurra, La Origuilla) és un municipi del País Valencià que es troba a la comarca del Camp de Túria.
Limita amb Riba-roja de Túria (a la mateixa comarca del Camp de Túria), Xelva, Xera, Xulilla, Domenyo, la Llosa del Bisbe (a la comarca dels Serrans, a la qual pertanyia antigament), Xest (de la Foia de Bunyol), Requena i Sot de Xera (de la Plana d'Utiel).
La diversitat de municipis amb què limita Loriguilla es deu al fet que el poble Vell, situat vora el riu Túria i pròxim a la CV-35, s'incloïa a la comarca dels Serrans, junt amb el seu terme municipal original. A partir de 1968, per la construcció de l'embassament, el poble Vell quedà abandonat a favor del poble Nou, prop del Pla de Quart i l'A-3; i el municipi, ara amb dos enclavaments separats per aproximadament 50 km, passà a formar part del Camp de Túria.

## Geografia
El seu relleu és molt muntanyenc, dominat per calcàries juràssiques i cretàciques, amb una altura mitjana de 500 m. El riu Túria ha erosionat les calcàries i ha excavat una profunda vall, que de vegades es convertix en gorg, discorrent a una altitud mitjana de 300 m. Les altures més notables són les dels pics Peñalta (649 m.) i L'Alt (758 m.), situats en la meitat septentrional, i el de Cinc Pins (1171 m.), situat en l'extrem meridional, a la Serra del Negrete.
El territori és solcat per diversos barrancs com els del Corage, Alinoralla, Carcaz i Maniador. La rambla del Reatillo creua l'extrem sud-oest. Són nombroses les fonts, sobretot en la meitat sud, destacant les de Fonfrilla i de la Truja.
La superfície forestal ocupa la resta del terme i està poblada de pins i forest baixa, més abundant en la meitat sud que en la nord. Hi ha caça de perdius, llebres i conills.

## Història
Poblament àrab que fou ocupat per Jaume I (1208-1276) qui va incloure-la en el vescomtat de Xelva; el seu primer senyor fou Pere Fernàndez d'Azagra, en 1254 el senyoriu passà a son fill Àlvar Pérez d'Azagra i més endavant a la seua segona filla, Elfa Àlvarez, casada amb Jaume de Xèrica, qui va repoblar-la amb cristians el 1369; en el moment de l'expulsió morisca comptava amb 110 focs i restà pràcticament despoblada; els seus diferents senyors foren els Vilanova i els ducs de Vilafermosa; fins al XVIII pertangué a Domenyo; fou zona d'activitat carlista; en 1959 hom va decidir el seu trasllat a un terreny entre els termes de Riba-roja de Túria i Xest, ja que en el seu terme s'havia decidit construir un pantà; el trasllat es feu efectiu en 1968 i en 1975 es va segregar definitivament de Riba-roja de Túria i tornà a tenir municipi propi.

## Política i Govern

### Composició de la Corporació Municipal
El Ple de l'ajuntament està format per 11 regidors. En les eleccions municipals de 28 de maig de 2023 foren elegits 5 regidors del Partit Popular (PP), 3 d'UCIN (independents), 2 del Partit Socialista del País Valencià (PSPV-PSOE) i 1 de Vox, (actualment no adscrit per la seua expulsió del partit)
| Eleccions municipals de 28 de maig de 2023 - Loriguilla                                                                                   |                                          |                                     |                                     |        |          |          |
| Candidatura | Candidatura                              | Candidatura                         | Cap de llista                       | Vots   | Vots     | Regidors |
| | Partit Popular                           |                                     | Sergio Alfaro Cervera               | 531    | 39,3%    | 5 (+2)   |
| | UCIN                                     |                                     | Montserrat Cervera Soria            | 335    | 24,79%   | 3        |
| | Partit Socialista del País Valencià-PSOE |                                     | Manuel Cervera Aliaga               | 267    | 19,76%   | 2 ()     |
| | Vox                                      |                                     | (Expulsat del partit).              | 162    | 11,99    | 1 (+1)   |
| | Acord per Guanyar (Compromís)            |                                     |                                     | 38     | 2,81     | 0 ()     |
| | Vots en blanc                            |                                     |                                     | 12     | 0,98%    |          |
| Total vots vàlids i regidors | Total vots vàlids i regidors             | Total vots vàlids i regidors        | Total vots vàlids i regidors        | 1.351  | 100 %    | 10       |
| | Vots nuls                                | Vots nuls                           | Vots nuls                           | 12     | 0,81%    |          |
| Participació (vots vàlids més nuls) | Participació (vots vàlids més nuls)      | Participació (vots vàlids més nuls) | Participació (vots vàlids més nuls) | 1.363  | 84,65%** |          |
| Abstenció | Abstenció                                | Abstenció                           | Abstenció                           | 249*   | 15,44%** |          |
| Total cens electoral | Total cens electoral                     | Total cens electoral                | Total cens electoral                | 1.612* | 100 %**  |          |
| Alcalde: Montserrat Cervera Soria (UCIN) (2023)                                                                                           |                                          |                                     |                                     |        |          |          |
| Fonts: JEC, JEZ Llíria, Ministeri de l'Interior, Periòdic Ara. (* No són vots sinó electors. ** Percentatge respecte del cens electoral.) |                                          |                                     |                                     |        |          |          |

### Alcaldes
Des de 2023 l'alcalde de Loriguilla és Montserrat Cervera Soria, d'UCIN, que governa amb el PSPV i amb el seu germà, no adscrit.
| Període                       | Alcalde o alcaldessa                                                       | Partit polític | Data de possessió                | Observacions                        |
| ----------------------------- | -------------------------------------------------------------------------- | -------------- | -------------------------------- | ----------------------------------- |
| 1979–1983                     | Jesús Cervera Cervera                                                      | IL             | 19/04/1979                       | --                                  |
| 1983–1987                     | Jesús Cervera Cervera                                                      | AP-PDP-UL-UV   | 28/05/1983                       | --                                  |
| 1987–1991                     | Miguel Cervera Moratín                                                     | AEL            | 30/06/1987                       | --                                  |
| 1991–1995                     | Francisco Moratín Boronat                                                  | PP             | 15/06/1991                       | --                                  |
| 1995–1999                     | Francisco Moratín Boronat                                                  | PP             | 17/06/1995                       | --                                  |
| 1999–2003                     | Miguel Cervera Moratín Francisco Moratín Boronat José Javier Cervera Soria | UV ACV PP      | 03/07/1999 03/07/2001 27/03/2002 | Pacte de govern Moció de censura -- |
| 2003–2007                     | José Javier Cervera Soria                                                  | PP             | 14/06/2003                       | --                                  |
| 2007–2011                     | José Javier Cervera Soria                                                  | PP             | 16/06/2007                       | --                                  |
| 2011–2015                     | José Javier Cervera Soria                                                  | PP             | 11/06/2011                       | --                                  |
| 2015–2019                     | Manuel Cervera Aliaga Sergio Alfaro Cervera                                | PSPV-PSOE Cs   | 15/06/2015 17/06/2017            | Pacte de govern --                  |
| 2019-2023                     | Sergio Alfaro Cervera                                                      | Cs             | 15/06/2019                       | --                                  |
| Des de 2023                   | Montserrat Cervera Soria                                                   | UCIN           | 17/06/2023                       | --                                  |
| Fonts: Generalitat Valenciana |                                                                            |                |                                  |                                     |

## Demografia
| 1990  | 1992  | 1994  | 1996  | 1998  | 2000  | 2002  | 2004  | 2007  |
| ----- | ----- | ----- | ----- | ----- | ----- | ----- | ----- | ----- |
| 1.168 | 1.042 | 1.059 | 1.004 | 1.003 | 1.005 | 1.015 | 1.177 | 1.256 |

## Economia
En les terres pertanyents a l'antic poble l'economia està basada en l'agricultura de secà i en la ramaderia. El poble nou compta amb terrenys de regadiu en canvi de les quals van ser negades per les aigües de l'embassament.

## Monuments
- Església de sant Joan Baptista.
- Ermita del Pla de Nadal.

## Llocs d'interés
- Embassament de Loriguilla.

## Festes i celebracions
- Festes de Sant Joan. A finals de juliol.
- Festes patronals. En honor de la Verge de la Soletat, del 25 d'agost a l'1 de setembre.